# Izumi Garden Tower

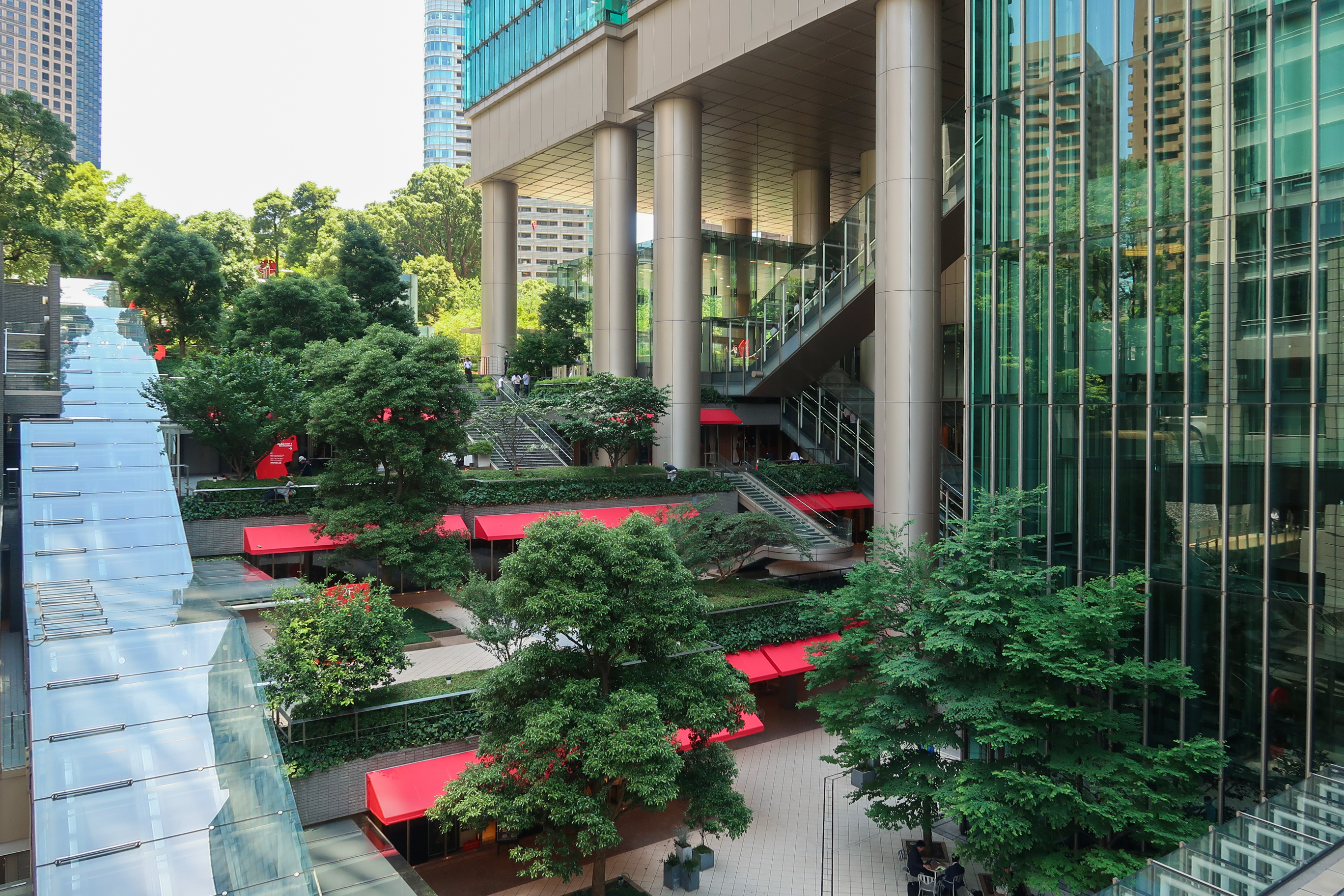
Терраса Izumi Garden Tower

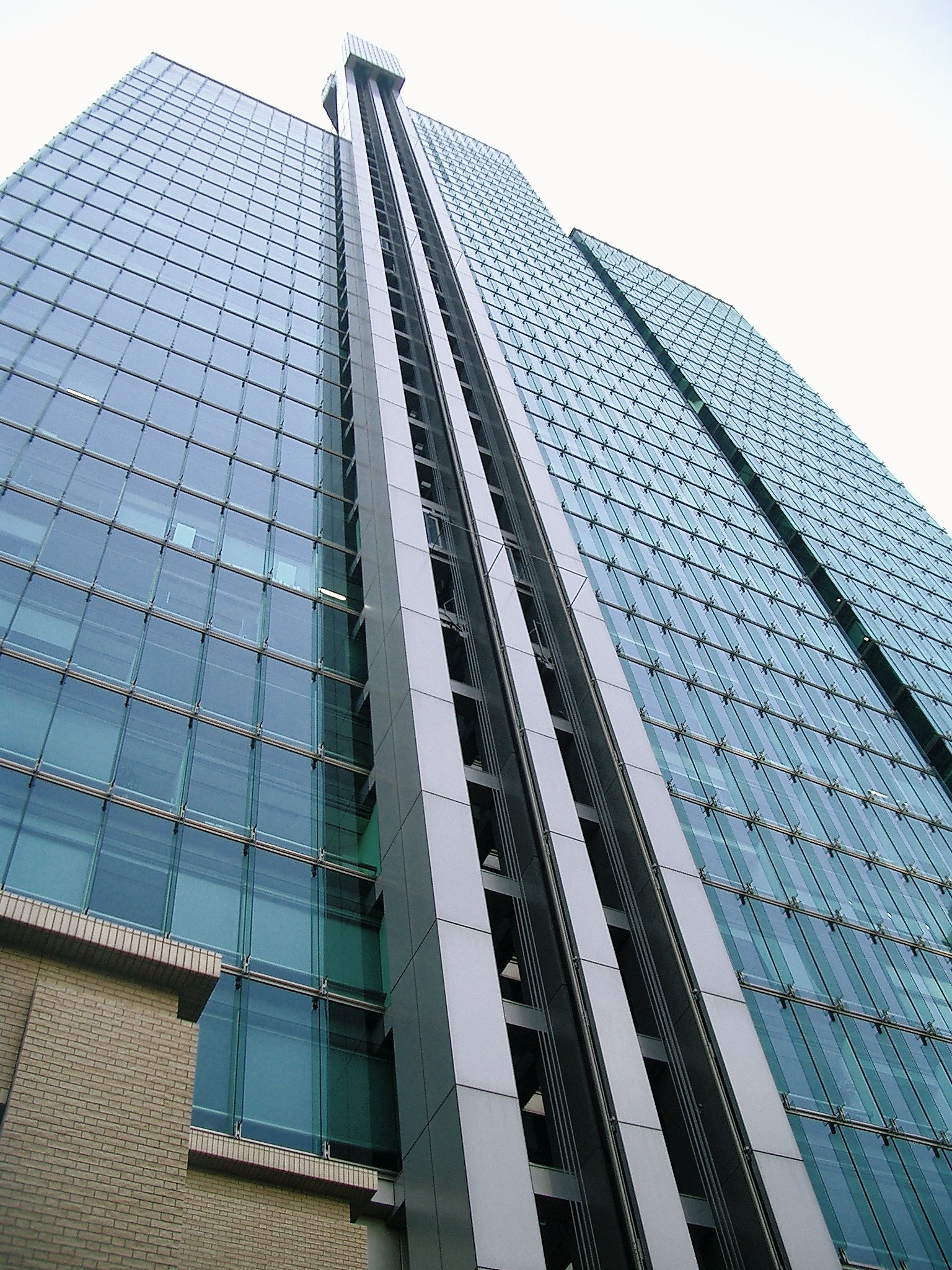
Первый внешний лифт Японии произведённый компанией Toshiba

Izumi Garden Tower (яп. 泉ガーデンタワー Идзуми Га:дэн Тава:) — небоскреб, расположен по адресу 1-6-1 квартал Роппонги, район Минато, город Токио, Япония. В башне расположены отель, жилые апартаменты, фитнес-центр, офисы, магазины и рестораны. На момент постройки 30 июня 2002 года, небоскрёб был самым высоким зданием в районе Минато, но уже в марте 2003 года уступил по высоте небоскрёбу Roppongi Hills Mori Tower. Получил премию Ассоциации строительной отрасли (премия BCS). Izumi Garden Tower строился с 16 июня 1999 года по 30 июня 2002 года, высота небоскрёба составляет 216 м, имеет 45 этажей над землей и 2 под землёй. Он имеет уникальную ступенчатую форму и имеет полностью стеклянный лифт находящийся в не здания. Подземный этаж небоскрёба напрямую связан со станцией Роппонги-Иттёмэ, линии Намбоку, Токийского метро. На месте небоскрёба располагался дом японского писателя Кафу Нагаи, поэтому внутри небоскрёба установили памятную табличку посвящённую снесённому дому. 